# Pomade
Pomade er en fedtet og voksagtig blød salve som anvendes til kosmetisk brug, eksempelvis til at sætte håret (hårpomade) og til påsmøring af læber (læbepomade).
Hårpomade får håret til at skinne og ligge glat på hovedet medens læbepomade anvendes til påføring af læber for at hindre udtørring.
De fleste pomader indeholder vaseline, mineralolier, voks og parfume.
Til forskel fra andre hårplejemidler, blandt andet hårspray og hårgel, skal håret vaskes flere gange for at fjerne pomaden.